# آيه حميدة
آيه حميدة (3 يونيو 1988 -) ممثلة مصرية. وهي ابنة الممثل محمود حميدة.

## عن حياتها
بدأت مشوارها الفني بشكل اكاديمي، فاشتركت في العديد من الورش السينمائية لصقل موهبتها، قبل أن تنال أول أدوراها السينمائية في فيلم (علاقات خاصة)، ثم أفلام (ماشيين بالعكس) و(ولد وبنت). عملت أيضا بالتلفزيون بدوها في مسلسل (ميراث الريح). عضوة في فرقة (أسكندريلا) الغنائية.

## أعمالها

### من الأفلام
- 2013: سبرتاية
- 2010: ولد وبنت
- 2008: كل البنات بتحب الشوكولاتة
- 2008: ماشيين بالعكس
- 2006: علاقات خاصة

### من المسلسلات
- 2013: ميراث الريح

## وصلات خارجية
- آيه حميدة على موقع IMDb (الإنجليزية)
- آيه حميدة على موقع قاعدة بيانات الأفلام العربية
- آيه حميدة على موقع ميوزك برينز (الإنجليزية)
- آيه حميدة على موقع قاعدة بيانات الفيلم (الإنجليزية)